# Кыпу (маяк)
Маяк Кыпу (Кыпуский маяк, эст. Kõpu tuletorn) или Дагерортский маяк (швед. Övre Dagerort, нем. Leuchtturm von Dagerort) — маяк на острове Хийумаа в Эстонии. Старейший маяк в странах Балтии и один из старейших в мире. Общая высота от уровня моря до вершины маяка — 102 метра.
В 1490-е годы Ганзейский союз поставил перед эзельским епископом Иоганном III задачу строительства маяка, призванного предупреждать суда о приближении к печально знаменитому рифу Некмансгрунд. Маяк был построен на вершине холма в западной части острова Дагё в период с 1504 по 1540 годы. Представляет собой массивную каменную башню с четырьмя контрфорсами. Высота сооружения составляла приблизительно 20-24 метров. В середине XVII века шведский фельдмаршал Делагарди, на чьих землях стоял маяк, надстроил его до высоты 36 метров.
За время существования маяка окружавший его лес был срублен для поддержания огня на вершине, и деревья приходилось доставлять издалека, поднимая на вершину холма. В 1766 г. поместье Гогенгольм у наследников Делагарди приобрела графиня Стенбок, а в 1792 г. — барон Унгерн-Штернберг, запросивший за содержание маяка у правительства ежегодную субсидию в 5000 рублей серебром. Поскольку субсидия выплачивалась нерегулярно, барон распорядился прекратить работу маяка.
Система освещения за время службы маяка несколько раз переоборудовалась: костры от дров, смолы, угля, конопляного масла, керосино-калильное, ацетиленовое и электрическое (автономное) освещение. В 1805-10 гг. в связи с переводом на масляное освещение перестроен верхний ярус. В 1883 г. маяк был приспособлен для нужд телеграфа. В 1970 году к нему была подведена линия электропередачи. Реставрировался в 1957, 1982, 1989-90 гг.

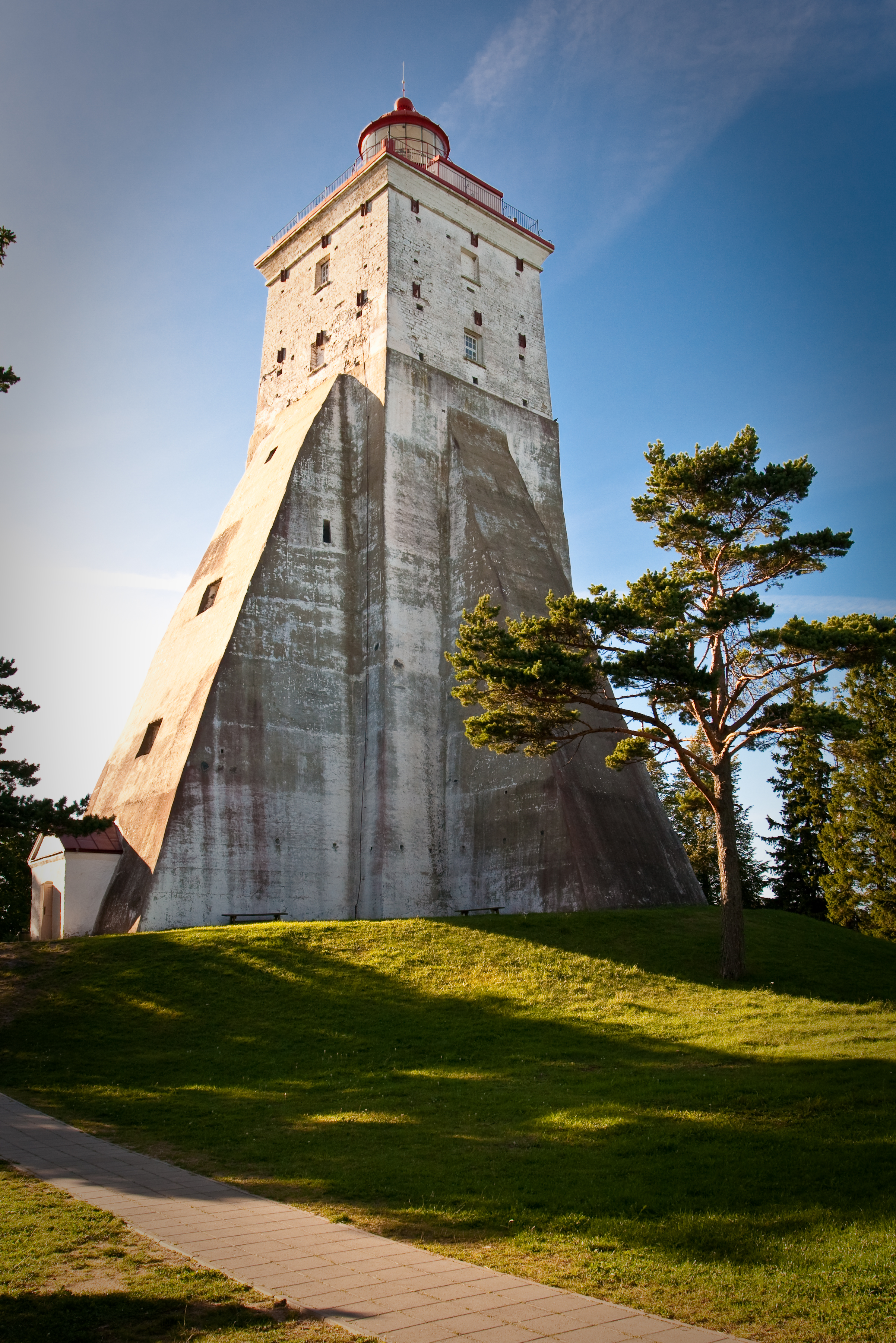
Маяк в 2009 году
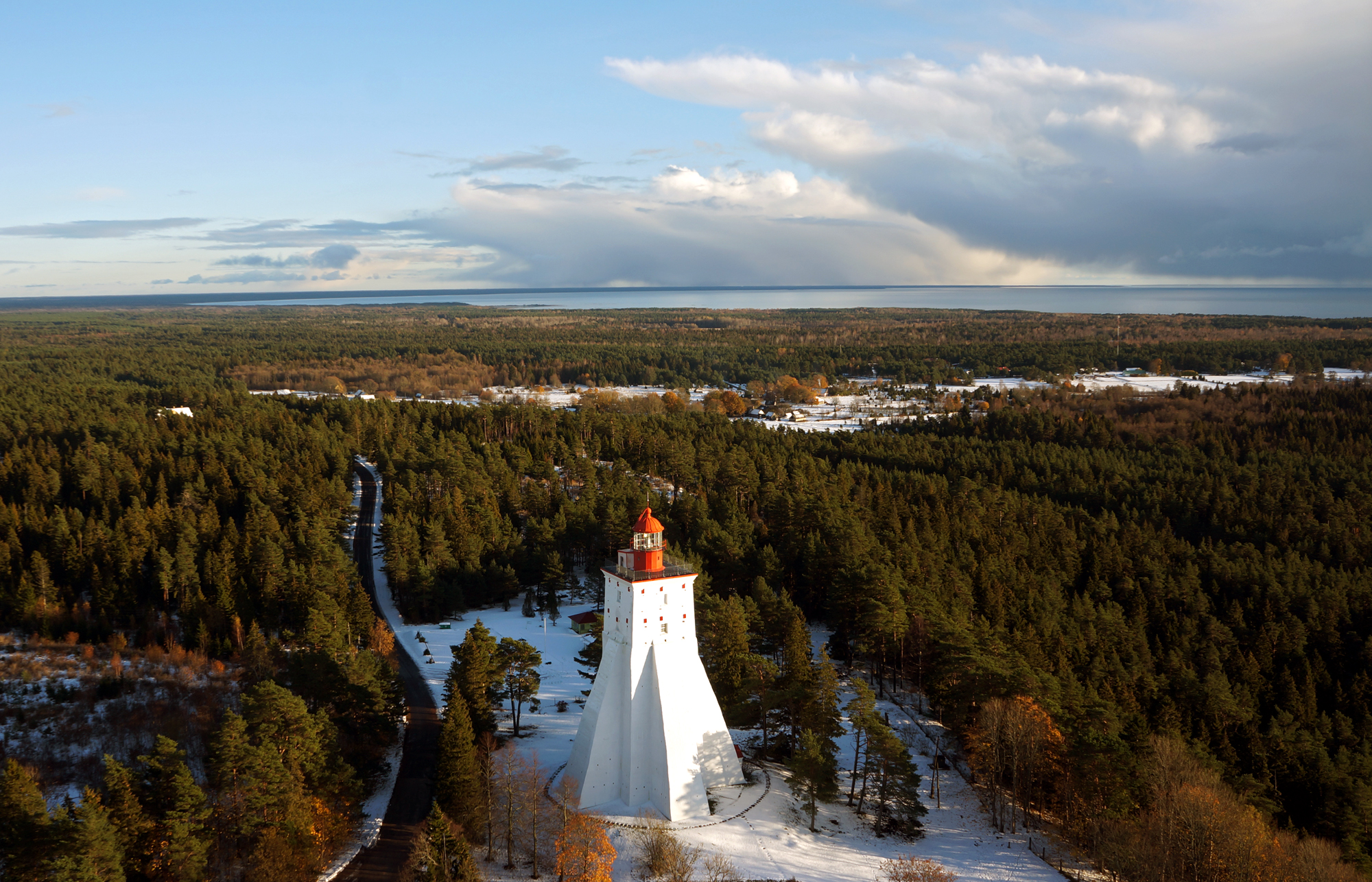
C высоты птичьего полёта (2012)